# Grindsjön (Särna socken, Dalarna)
Grindsjön är en sjö i Älvdalens kommun i Dalarna och ingår i Dalälvens huvudavrinningsområde. Sjön har en area på 0,287 kvadratkilometer och ligger 463,9 meter över havet. Sjön avvattnas av vattendraget Galån.

## Delavrinningsområde
Grindsjön ingår i det delavrinningsområde (683721-135740) som SMHI kallar för Utloppet av Grindsjön. Medelhöjden är 472 meter över havet och ytan är 1,93 kvadratkilometer. Räknas de 2 avrinningsområdena uppströms in blir den ackumulerade arean 26,82 kvadratkilometer. Galån som avvattnar avrinningsområdet har biflödesordning 5, vilket innebär att vattnet flödar genom totalt 5 vattendrag innan det når havet efter 513 kilometer. Avrinningsområdet består mestadels av skog (39 procent) och sankmarker (41 procent). Avrinningsområdet har 0,29 kvadratkilometer vattenytor vilket ger det en sjöprocent på 14,9 procent.